# ماتزو دی والتلینا
ماتزو دی والتلینا (به ایتالیایی: Mazzo di Valtellina) یک کومونه در ایتالیا است که در استان سوندریو واقع شده‌است.

## خصوصیات
ماتزو دی والتلینا ۱۵٫۴ کیلومترمربع مساحت و ۱٬۰۷۵ نفر جمعیت دارد.